# Ahmed Ibn El Melih
Ahmed Ibn El Melih (en arabe : احمد ابن المليح) né en 1916 à Fès, est un nationaliste et diplomate marocain. Son action nationaliste fut marquée par la place qu’il occupa au sein du parti de l'Istiqlal dès sa création et par le rôle qu’il joua au sein du Bureau du Maghreb arabe au Caire. La fin de sa lutte nationaliste lors de l’indépendance du Maroc en 1956 marqua le début de sa carrière de diplomate au cours de laquelle il occupa le poste d’ambassadeur du royaume du Maroc dans la majorité des pays arabes et du Moyen-Orient et tissa ainsi des liens étroits, notamment sur le plan économique et diplomatique entre les régimes modernes de ces régions et le Maroc.

## Origines et nationalisme
Ahmed Ibn El Melih est né à Fès, au Maroc au sein d’une famille de commerçants d’origine arabo-andalouse (ayant mené la révolte des Alpujarras au XVIe siècle en Andalousie). Il fait ses études à l'université Al Quaraouiyine et s’engage dans le combat nationaliste en tant que membre du parti de l’Istiqlal dès sa formation, aux côtés de Allal El Fassi.
En 1937, il rejoint Le Caire où il termine ses études par l’obtention d’une licence en langues orientales. Il fait alors partie des représentants du Maroc auprès du Bureau du Maghreb Arabe œuvrant pour l’indépendance des pays du Maghreb (Maroc, Algérie, Tunisie) où siègent également Allal El Fassi, Habib Bourguiba, Mohamed Khider jusqu’à l’indépendance du Maroc en 1956.
Ce départ pour Le Caire s’inscrit dans un véritable mouvement d’exil des grands nationalistes marocains. Ces années d’éloignement pour la cause nationaliste l’empêchent de rentrer au Maroc au risque d’être emprisonné par le régime du protectorat. Il ne pourra donc pas y revenir lors du décès de son père. Cependant en 1952, il rentre au Maroc à la demande du parti de l’Istiqlal accompagné de sa femme et de sa fille pour une courte période. Il est contraint de se déguiser pour ne pas être reconnu des autorités françaises.
Accompagné de membres du Bureau du Maghreb Arabe, il contribua à la libération d'Abdelkrim el-Khattabi en 1957 à Port-Saïd en Égypte.

## Carrière diplomatique
- 1956-1958 : ministre plénipotentiaire du royaume du Maroc en Égypte et en Syrie
- 1961-1963 : ambassadeur du royaume du Maroc en Irak
- 1963-1964 : ambassadeur du royaume du Maroc en Égypte
- 16 février 1965-1968 : ambassadeur du royaume du Maroc en Iran et en Turquie[3].
- 1971-1972 : ambassadeur du royaume du Maroc en Libye. Pour des raisons politiques, il y a rupture des relations diplomatiques entre les deux pays et échange des ambassadeurs marocain et libyen mis sous protection à Tunis.
- 1973-1977 : ambassadeur du royaume du Maroc aux États arabes du golfe Persique (Koweït, Bahreïn, Oman, Qatar, Émirats arabes unis). Il y joua un rôle important pour l’établissement des relations économiques notamment pour le financement de grands projets au Maroc. Il obtint également l’appui de ces pays concernant l’appartenance du Sahara occidental au Maroc.

## Archives
De par sa formation à l'université Al Quaraouiyine et l'obtention de sa licence en langues orientales à l'université du Caire, Ahmed Ibn El Melih était reconnu par ses pairs pour sa maîtrise de l'arabe littéraire ainsi que du persan, comme l'attestent certains écrits et billets littéraires retrouvés et référencés aujourd'hui,.

## Vie familiale
Ahmed Ibn El Melih, fils de Haj Taya et de Halima Guennoun, épouse Ihsane Abdelhamid Ibrahim fille d'ingénieur agronome égyptien. Abdelkrim el-Khattabi est témoin à leur mariage en 1948. Ils eurent trois enfants : Salma, Marouane et Khaled.
Son nom de famille ayant connu différentes transcriptions en langue française, toutes issues du nom originel arabe (ابن المليح), on pourra retrouver également des documents avec les écritures suivantes : Bel Melih, Benmlih, Benlamlih et Belemlih.